# 警告都市
警告都市（けいこくとし、英語: Cautionary Towns）は、1585年のノンサッチ条約に基づき、戦略的要地としてネーデルラント連邦共和国からイングランド王国の軍管理下に引き渡された3つの拠点（ブリーレ、フリシンゲン、ラメーケンス砦）の総称である。八十年戦争でスペインと戦うネーデルラントを、イングランド女王エリザベス1世が支援する見返りとして、これらの都市がイングランド軍の支配下に置かれることとなった。これらの駐屯地は、1616年にネーデルラントに返還された。

## 歴史

### 背景
スペインに対し反乱を起こしたネーデルラントのプロテスタントを支援すべく、イングランド人やスコットランド人の義勇兵が1572年のブリーレ、ラメーケンス、フリシンゲン制圧に参加し、その後それらの拠点の守備にあたった。1585年にイングランド本国とスペインの間で英西戦争が勃発すると、戦略的価値が高いこれらの3つの港をスペインから守り通すのが重要となった。

### 「警告都市」のイングランド移管
ノンサッチ条約において、ネーデルラントはイングランドの支援を受ける見返りとして、3つの拠点の管理を事実上イングランドに引き渡した。なおイングランドは、防衛にかかる費用を負担し、自国の部隊を駐留させ防衛にあたることとされた。1588年、フリシンゲン総督にエリザベス1世の寵臣であるロバート・シドニーが、またブリーレ総督にトマス・セシルが任じられた。その後、エドワード・コンウェイがブリーレ総督を引き継いだ。彼は娘の一人にこの町の名にちなんでブリリアナと名を付けている。
1604年に締結されたロンドン条約で英西戦争は終結し、イングランドはネーデルラント支援から手を引くことになった。この時、スペインは警告都市を己に返還するよう要求したが、イングランドはこれを拒否した。スペイン王フェリペ3世は、最終的にはこの点でイングランド側に譲歩し、警告都市をイングランドが管理し続けることを認めた。これは条約内にスペイン船がイギリス海峡の自由通行権を認める条項があり、これがあればネーデルラントとの戦いにおいても警告都市の中立性を維持できると考えたためであった。

### 返還
イングランドは警告都市の維持に年26,000ポンドを支出する一方、オランダから維持費用として年40,000ポンドを受け取っていた。しかしこの資金は実際には財政難のため警告都市の維持に使われず、1615年末には守備隊への給与遅配で暴動が起きかけるような状況を産んでいた。イングランド政府の負債は後の1616年の時点で621,000ポンドにのぼっており、オランダに貸していた戦時負債600,000ポンドの回収もまだできていなかった。一方ネーデルラントにとって、警告都市の存在は安全保障上の脅威であった。スペインとの間では1609年に十二年休戦が結ばれていたが、その期限が切れた後も休戦が更新され平和が保たれる見込みは薄かった。そこでネーデルラントは、イングランドに警告都市の返還を持ち掛けた。戦時負債を清算する引き換えに警告都市をオランダに返還するという案が、駐イングランド大使経由で提示された。オランダ側の支払額は、オランダ側の財政難を理由に250,000ポンドまで減額されていたが、議会と対立し財政危機に直面していたイングランド王ジェームズ1世にとっては十分魅力的な取引だった。枢密院などは都市を手放すことでオランダとの同盟関係が緩むことを危惧したが、ジェームズ1世は反対を押し切り警告都市の売却を決行した。1616年5月に213,000ポンドと引き換えに警告都市がネーデルラントに返還された。
第三次英蘭戦争中の1672年、ネーデルラントはイングランド王チャールズ2世とフランス王ルイ14世の挟撃を受け（仏蘭戦争）敗北寸前に追い込まれた。この時チャールズ2世は、ネーデルラントにブリーレ、フリシンゲン、スロイスの恒久的な割譲を要求したが、拒絶された。この後、戦況はネーデルラントが巻き返し、これらの割譲案は立ち消えとなった。